# فصل منطقي منفي
الفصل المنطقي المنفي - هي علاقة ثنائية في الجبر المنطقي على متغيرين، قدمت بواسطة تشارلز بيرس، عام 1880 -1881م.
وتسمى أيضا سهم بيرس، و يعبر عنها عادة بالرمز (↓) .

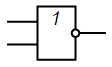
الرمز الرياضي لسهم بيرس

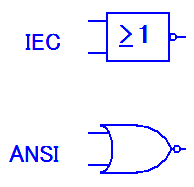

## أمثلة
{\displaystyle X\downarrow X\equiv \neg X} — نفي
{\displaystyle \left({X\downarrow X}\right)\downarrow \left({Y\downarrow Y}\right)\equiv {X\wedge Y}} — عطف منطقي
{\displaystyle \left({X\downarrow Y}\right)\downarrow \left({X\downarrow Y}\right)\equiv X\vee Y} — فصل منطقي
{\displaystyle \left(\left({X\downarrow X}\right)\downarrow Y\right)\downarrow \left(\left({X\downarrow X}\right)\downarrow Y\right)=X\rightarrow Y} — استتباع منطقي